# Tornado de Madrid de 1886
El tornado de Madrid del 12 de mayo de 1886 fue un violento episodio tormentoso en el sur de la ciudad española de Madrid, que llegó a desencadenar un tornado en el por entonces municipio independiente de Carabanchel Alto, que afectó también a los municipios de Carabanchel Bajo y la propia ciudad de Madrid. Este siguió una trayectoria SW-NE. Provocó graves daños materiales y víctimas mortales (47, según algunas fuentes). Augusto Arcimís —en su crónica del 22 de mayo de 1886 en La Ilustración Española y Americana— detalla la ocurrencia de dos tornados separados ese día; uno que habría comenzado a las 18:50 en las inmediaciones de Carabanchel Alto y otro que lo habría hecho a las 19:01. El fenómeno fue tratado por los científicos de la época como «el paso de un ciclón» más que como un tornado.

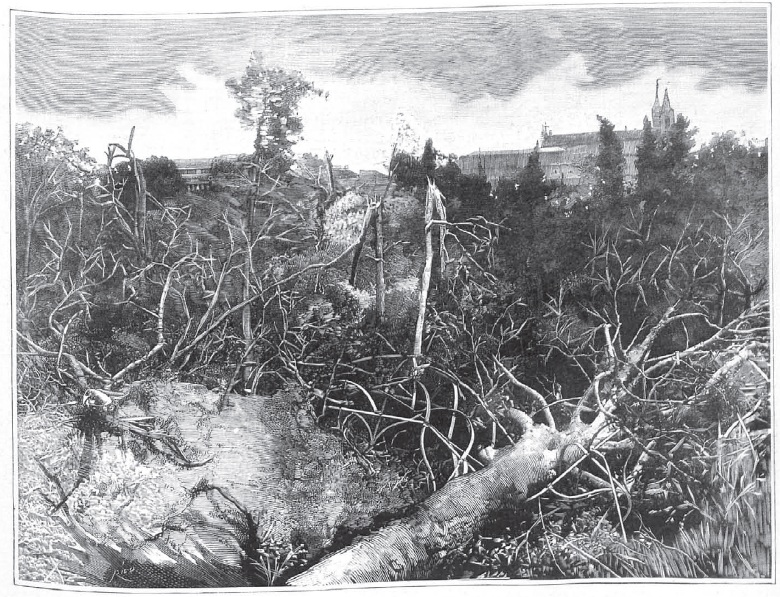
Aspecto del Paseo de las Lilas y pino de Alepo, secular, arrancado de raíz; ilustración aparecida el 22 de mayo de 1886 en La Ilustración Española y Americana
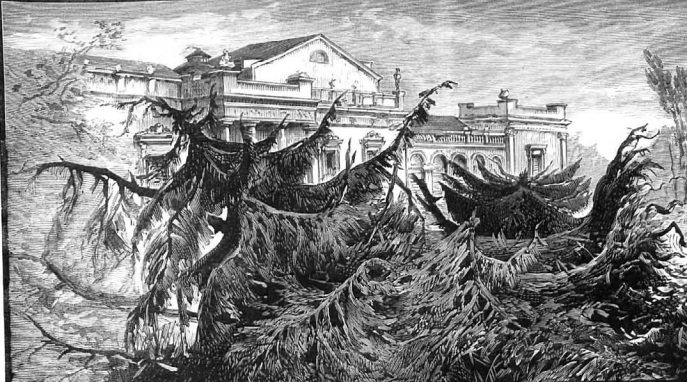
Destrozos en el arbolado junto al Palacio de Vista Alegre, también de las páginas de La Ilustración Española y Americana

El tornado de 1886 en el arte
El suceso es mencionado por Benito Pérez Galdós en su novela Misericordia.

—En ellos estoy, Teresa Conejo, como lo estaba cuando te presté los mil reales, y te salvé de ir a la cárcel... ¿No te acuerdas? Fue el año y el día del ciclón, que arrancó los árboles del Botánico...—
Misericordia (1897). Benito Pérez Galdós.